# يني قابي (إسطنبول)
يني قابي (بالتركية: Yenikapı)‏ حي سكني تقع إدارياً ضمن الفاتح في تركيا.